# بخش ادهم پور
بخش ادهم پور (به انگلیسی: Udhampur district) یک بخش در هند است که در جامو و کشمیر واقع شده‌است. بخش ادهم پور ۴٬۵۵۰ کیلومتر مربع مساحت و ۵۵۵٬۳۵۷ نفر جمعیت دارد.